# Love Monster
Love Monster è l'album in studio di debutto della cantautrice australiana Amy Shark, pubblicato il 13 luglio 2018.

## Tracce
1. I Got You – 2:58
2. Adore – 3:05
3. All Loved Up – 3:30
4. I Said Hi – 2:48
5. The Idiot – 3:17
6. Never Coming Back – 3:13
7. Leave Us Alone – 3:31
8. Psycho (feat. Mark Hoppus) – 3:26
9. Don't Turn Around – 3:05
10. Middle of the Night – 3:38
11. Mess Her Up – 3:28
12. The Slow Song – 2:52
13. I'm a Liar – 3:24
14. You Think I Think I Sound Like God – 4:55